# The Devil's Arithmetic
The Devil's Arithmetic, alternativ titel Devil's Arithmetic, är en amerikansk film från 1999 i regi av Donna Deitch, med bland andra Kirsten Dunst och Brittany Murphy. Filmen är baserad på en bok av Jane Yolen från 1988.

## Rollista i urval
- Kirsten Dunst - Hannah Stern/Chaya Abramowicz
- Brittany Murphy - Rivka
- Paul Freeman - Rabbi
- Mimi Rogers - Leonore Stern
- Louise Fletcher - tant Eva
- Daniel Brocklebank - Shmuel
- Shelly Skandrani - Leah
- Philip Rham - kommendant Krieger
- Daniel Rausch - Sgt. Steinbach